# Eoophyla minisigna
Eoophyla minisigna is een vlinder uit de familie van de grasmotten (Crambidae), uit de onderfamilie van de Acentropinae. De wetenschappelijke naam van deze soort is voor het eerst gepubliceerd in 1863 door Fuqiang Chen en Chunsheng Wu. 
De spanwijdte van het vrouwtje 23 tot 31 millimeter.
De soort komt voor in China.